# Ếch cây bụng đốm
Ếch cây bụng đốm (tên khoa học Kurixalus baliogaster) là một loài ếch trong họ Rhacophoridae. Loài này có ở Lào và Việt Nam.
Môi trường sống tự nhiên của chúng là các khu rừng ẩm ướt đất thấp nhiệt đới hoặc cận nhiệt đới, sông, đầm nước ngọt, và đầm nước ngọt có nước theo mùa. Chúng đang bị đe dọa do mất môi trường sống.